# ESTJ
Cet article concerne un type psychologique de la classification Myers-Briggs. Pour le type socionique ESTj, voir Socionique.
ESTJ (acronyme en anglais « extraversion, sensation, thinking, judgment » signifiant Extraversion, Sensation, Pensée, Jugement) est une abréviation utilisée dans le cadre du Myers-Briggs Type Indicator (MBTI) au sujet de l'un des 16 types psychologiques du test. Il est l'un des quatre types appartenant au tempérament Gardien.
Les ESTJ forment un type de personnalité relativement fréquent, constituant environ 9 % de la population.

## Préférences du ESTJ
- E — Extraversion préférée à l'introversion : les ESTJ aiment interagir avec les autres. Ils « gagnent » en l'énergie par le contact avec autrui, à la différence des introvertis qui en perdent dans les mêmes situations et ont besoin de solitude pour récupérer, et aiment posséder un large cercle de connaissances[3].
- S — Sensation, préférée à l'intuition : les ESTJ raisonnent davantage par le concret que par l'abstrait. Ils concentrent leur attention sur les détails plutôt que sur une vision globale des choses, et sur les réalités immédiates plutôt que sur les possibilités futures[4].
- T — Pensée (en anglais : Thinking), préférée au sentiment : les ESTJ placent les critères objectifs au-dessus des préférences personnelles. Lorsqu'ils prennent une décision, ils accordent une importance plus grande à la logique qu'à des considérations sociales et/ou passionnelles[5].
- J — Jugement, préféré à la perception : les ESTJ planifient leurs activités et prennent des décisions rapidement. Leur tendance à prédire les probabilités d'une situation future suscite chez eux un certain self-control, qui peut sembler limitatif aux yeux des types préférant la perception[6].

## Caractéristiques
Les ESTJ sont des personnes pratiques, réalistes, orientées vers les soucis factuels. Ils ont des facilités naturelles par exemple pour le commerce, les activités administratives, le management, la mécanique ou encore les métiers de la police et de l'armée. Bien qu'ils ne soient pas intéressés par des sujets théoriques dont ils ne voient pas l'utilité, ils sont souvent dotés d'un tempérament responsable et volontariste et ils peuvent ainsi s'appliquer lorsque nécessaire, en prenant leur mission au sérieux.
Les ESTJ sont organisés et aiment planifier leurs activités avant de les faire. Ils peuvent être de bons administrateurs, en particulier lorsqu'ils s'efforcent de considérer les sentiments et les points de vue des autres, chose qu'ils oublient souvent. Autrement ils peuvent être perçus comme trop rigides et autoritaires. Les ESTJ sont des personnes actives autant que réalistes et concrètes. En se tenant à leurs décisions, ils savent souvent se donner les moyens pour agir efficacement et réussir leurs projets et leurs ambitions. Avec leur caractère franc et direct, souvent motivé et enthousiaste, et aimant interagir et coopérer avec les autres, ils s’insèrent facilement dans le réseau social pour y trouver leur rôle qu'ils souhaitent clair et bien défini. N'aimant pas le désordre et l'inaction, ils ont une tendance naturelle à endosser des responsabilités diverses, à surveiller les choses et ce que font les autres, que ce soit important ou anodin, et à vouloir prendre le contrôle pour rétablir l'ordre ou le bon fonctionnement lorsqu'ils sont en position de pouvoir le faire. Ceci fait d'eux des "gardiens" plus encore que les autres types du tempérament SJ. Cela peut être une source de conflit avec des personnes d'autres types qui préfèrent vivre de façon plus spontanée ou désorganisée. Les ESTJ apprécient travailler en équipe avec des gens motivés qui respectent les règles et leurs engagements, dans un souci d'efficacité. Ils savent entrainer les autres dans ce sens si nécessaire en rappelant les objectifs qu'ils ne perdent pas de vue; ils peuvent donc constituer des éléments catalyseurs pour les autres dans une équipe de travail. Ils respectent la hiérarchie et la font respecter.
Comparés aux autres types, les ESTJ ont une faiblesse certaine pour comprendre et gérer les sentiments et les avis subjectifs des autres autant que les leurs. Pour éviter de se mettre en situation délicate, ils préfèrent ainsi les minimiser ou les cacher, ce qui peut parfois causer des dégâts autant chez les autres que pour eux-mêmes. Cela ne signifie pas pour autant qu'ils sont insensibles et encore moins qu'ils n'aiment pas les autres, mais ils préfèrent généralement ne pas s'en occuper ni communiquer à ce sujet. Mais un de leurs principaux atouts est que le plus souvent ils parviennent naturellement à faire passer la logique et les objectifs avant les considérations subjectives et s'efforcent de garder un état d'esprit positif et volontaire pour régler les problèmes.
D'après David Keirsey, les ESTJ (qu'il appelle "superviseurs") sont pourvus d'un sens civique et se consacrent au maintien des instructions en place derrière un fonctionnement lisse et sans conflit. Ils sont des défenseurs du statu quo et croient fortement au bien-fondé des règles et des procédures. Extravertis, ils n'hésitent pas à se tourner vers les autres pour leur faire part de leurs opinions et de leurs attentes.

## Fonctions cognitives
D'après les développements les plus récents, les fonctions cognitives des ESTJ s'articulent comme suit :

### Dominante: Pensée extravertie (Te)
La pensée extravertie organise et planifie les idées pour assurer une poursuite efficace et productive d'objectifs donnés. Elle cherche des explications logiques aux actions, évènements et conclusions, et y identifie de possibles erreurs ou sophismes. Avec la pensée comme fonction dominante, et sur le mode extraverti, les ESTJ raisonnent à partir de jugements de fait, tirés de ce qu'ils constatent autour d'eux. C'est de cette fonction que proviennent leurs qualités de leaders.

### Auxiliaire: Sensation introvertie (Si)
La sensation introvertie collecte les données du moment présent et les compare avec celles des expériences passées. Ce processus fait remonter à la surface des sentiments associés à des souvenirs que le sujet revit en se les remémorant. Cherchant à protéger ce qui lui est familier, la sensation introvertie identifie dans l'histoire des buts et des attentes en vue d'évènements futurs. Reliée à la mémoire et à la familiarité, la fonction auxiliaire Si conduit les ESTJ à défendre le statu quo et les procédures déjà existantes.

### Tertiaire: Intuition extravertie (Ne)
L'intuition extravertie trouve et interprète le sens caché d'un objet, d'un propos ou d'une situation, raisonnant à partir de la question "et si...?" pour explorer d'éventuelles alternatives et faire coexister de multiples possibilités. Ce jeu de l'imagination tisse la toile de l'expérience et d'une certaine perspicacité pour former un nouveau schéma d'ensemble, qui peut devenir un catalyseur pour l'action. L'utilisation de cette fonction abstraite sur un mode extraverti permet aux ESTJ de conceptualiser les choses. Cependant, ils utilisent leur intuition extravertie de manière concrète, à partir de ce que leur donne la sensation introvertie.

### Inférieure: Sentiment introverti (Fi)
Le sentiment introverti filtre les informations à partir d'interprétations sur la valeur, formant des jugements en accord avec des critères souvent intangibles. Cette fonction balance constamment entre deux impératifs différents, tels que le désir d'harmonie et celui d'authenticité. Adapté aux distinctions subtiles, le sentiment introverti sent instinctivement ce qui est vrai ou faux dans une situation donnée. Avec la fonction Fi en position inférieure, certains ESTJ peuvent avoir du mal à saisir les liens entre les autres (parenté, amitié, valeurs ou croyances similaires...).

### Fonctions secondaires
D'après les développements les plus récents, notamment les travaux de Linda V. Berens, ces quatre fonctions additionnelles ne sont pas celles auxquelles les individus tendent naturellement, mais peuvent émerger en situation de stress. Pour les ESTJ, ces fonctions s'articulent comme suit :
- Pensée introvertie (Ti): La pensée introvertie recherche la précision, par exemple celle du mot juste pour exprimer une idée avec exactitude. Elle remarque les menues distinctions qui définissent l'essence des choses, puis les analyse et en opère la classification. La pensée introvertie examine une situation sous tous les aspects, cherche à résoudre des problèmes avec le minimum d'efforts et de risques. Elle recourt à des modèles pour remédier aux flottements et inconsistances du raisonnement logique[13]. Pour les ESTJ, la pensée introvertie soutient la pensée extravertie et augmente la capacité générale de la pensée. Cependant, l'utilisation de cette fonction secondaire requiert un effort plus important, et le terrain d'application de la pensée introvertie est plus étroit.
- Sensation extravertie (Se): La sensation extravertie se concentre sur les expériences et les sensations du monde physique et immédiat. Pourvue d'une conscience aigüe de ce qui entoure l'individu, elle lui apporte des faits et des détails pouvant constituer le moteur d'actions spontanées[14].
- Intuition introvertie (Ni): Attirée par des dispositifs ou actions symboliques, l'intuition introvertie opère la synthèse de couples de contraires pour créer dans l'esprit des images neuves. De ces réalisations provient une certaine forme de certitude, qui demande des actions ou des expériences pour nourrir une éventuelle vision de l'avenir ; de telles réalisations peuvent inclure des systèmes complexes ou des vérités universelles[15].
- Sentiment extraverti (Fe): Le sentiment extraverti recherche le lien social et créée d'harmonieuses interactions par un comportement poli et adapté. Il répond aux désirs explicites (et implicites) des autres, ce qui peut donner lieu à un conflit interne entre les propres besoins du sujet et le désir de satisfaire ou de comprendre ceux des autres[16].

## ESTJ célèbres
Bien que seul le passage du test MBTI permette d'identifier avec certitude un type de personnalité, plusieurs praticiens ont tenté de déterminer le type de certains personnages célèbres à partir d'éléments biographiques. Le psychologue américain David Keirsey a ainsi identifié de nombreux ESTJ célèbres.

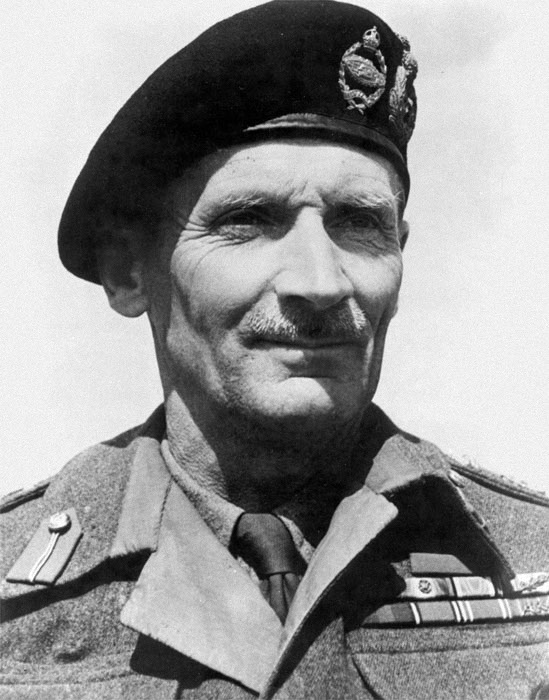
Bernard Montgomery, maréchal britannique.
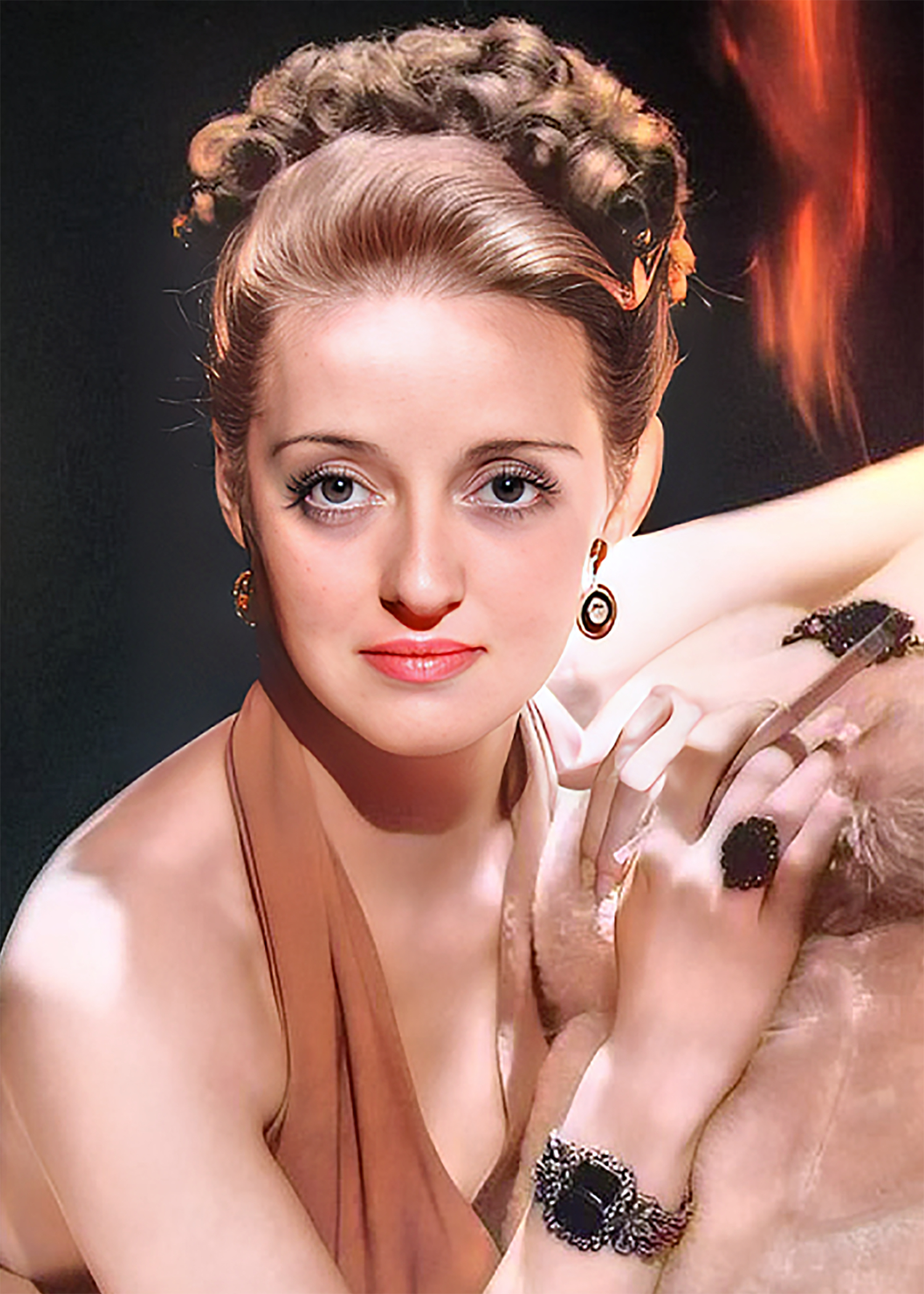
Bette Davis, actrice américaine de l'âge d'or de Hollywood.
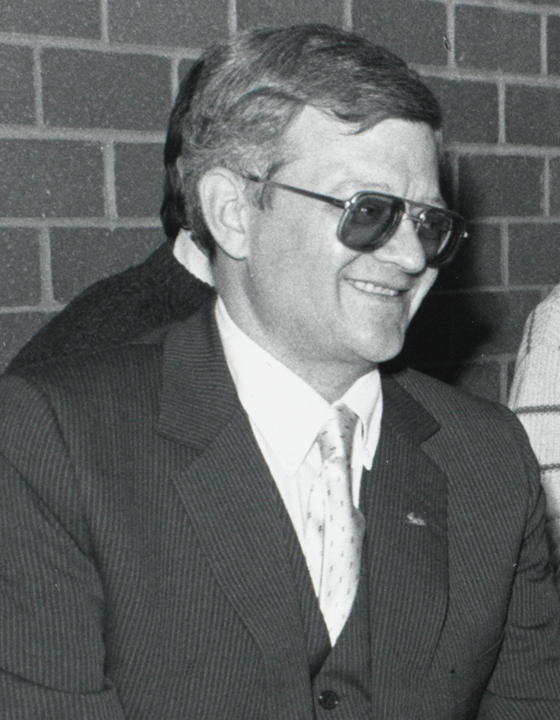
Tom Clancy, écrivain et scénariste américain.
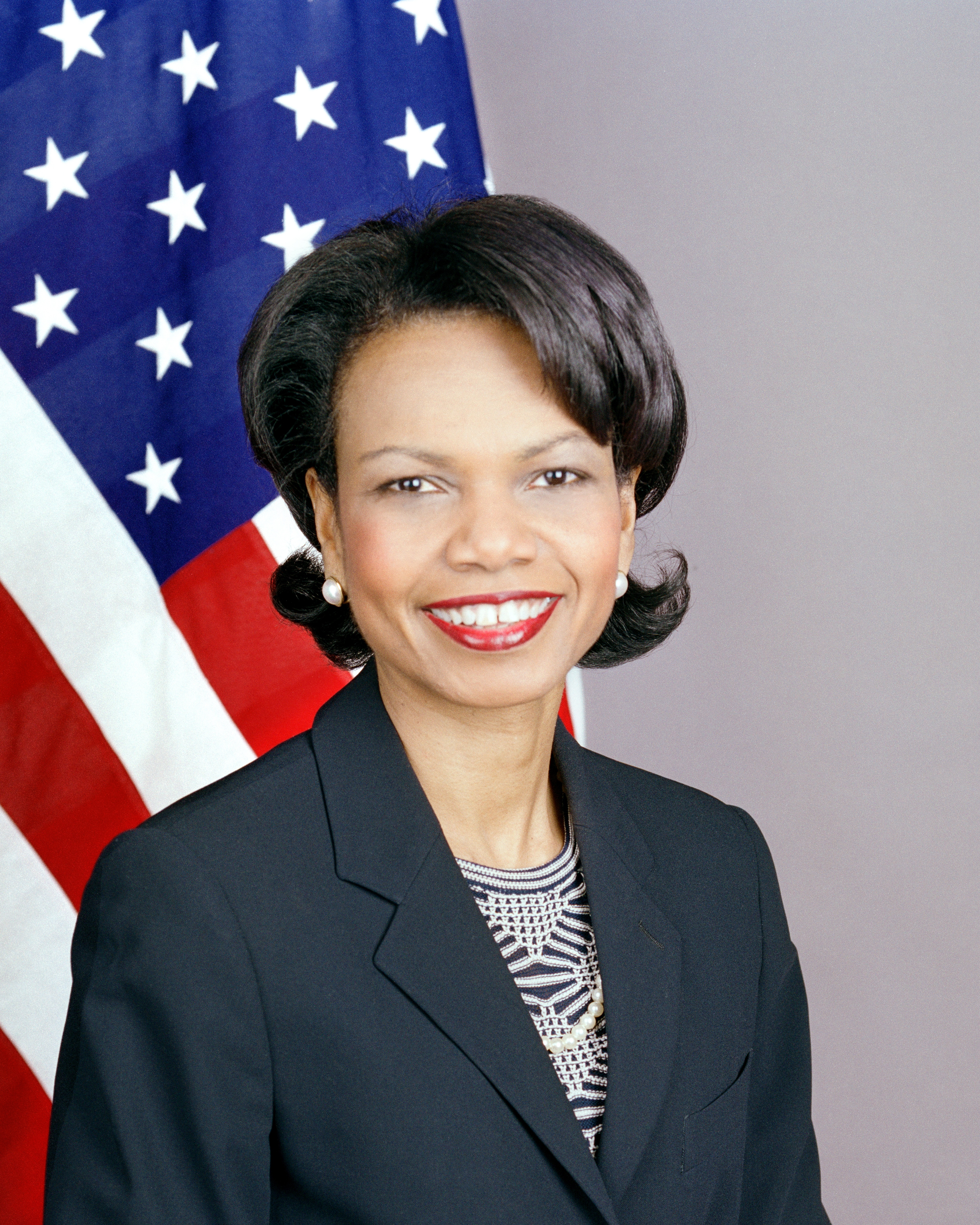
Condoleezza Rice, secrétaire d'État américaine.
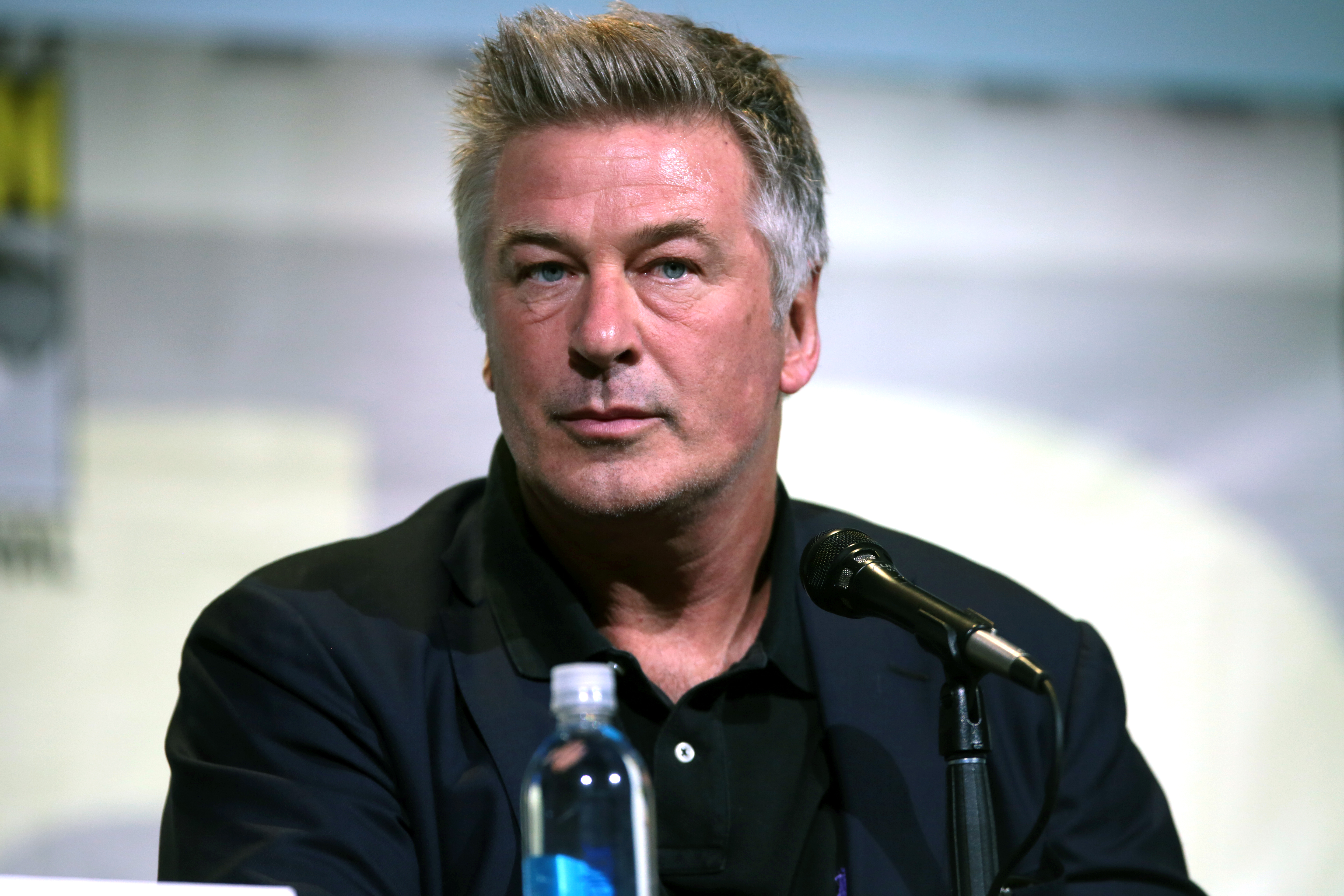
Alec Baldwin, acteur, réalisateur et producteur américain.
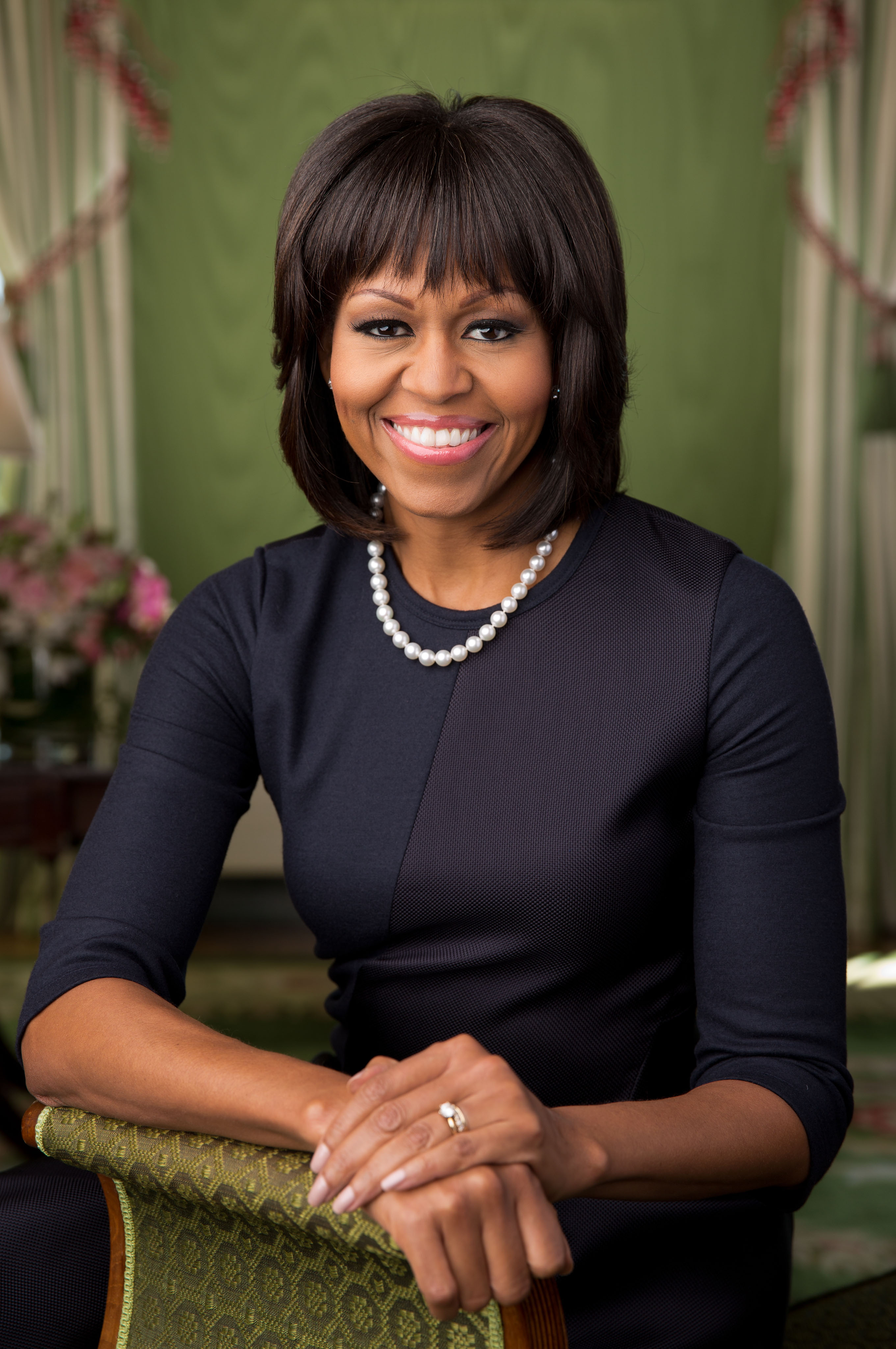
Michelle Obama, avocate et écrivaine américaine.
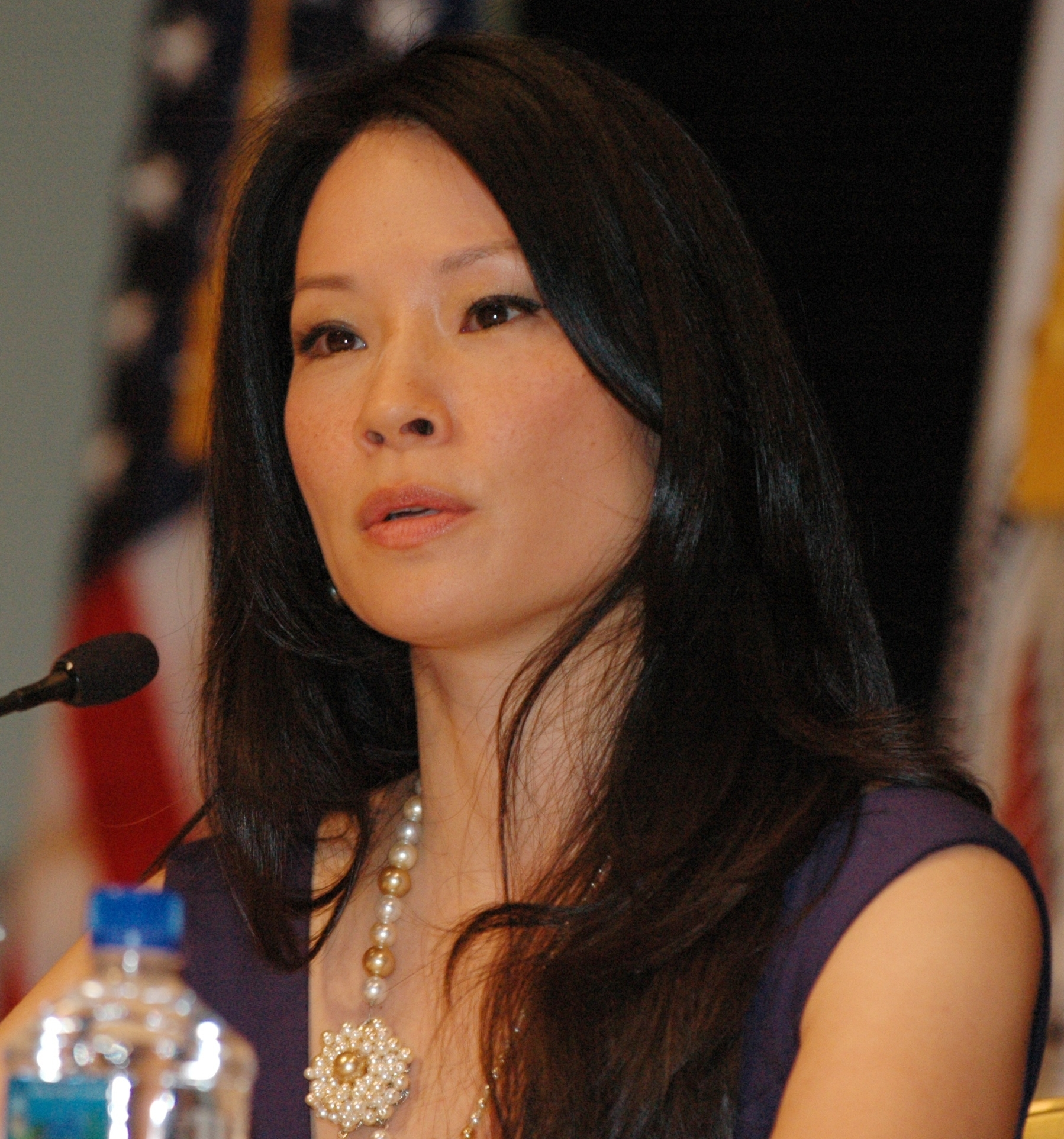
Lucy Liu, actrice, réalisatrice, peintre, sculptrice et productrice américaine.
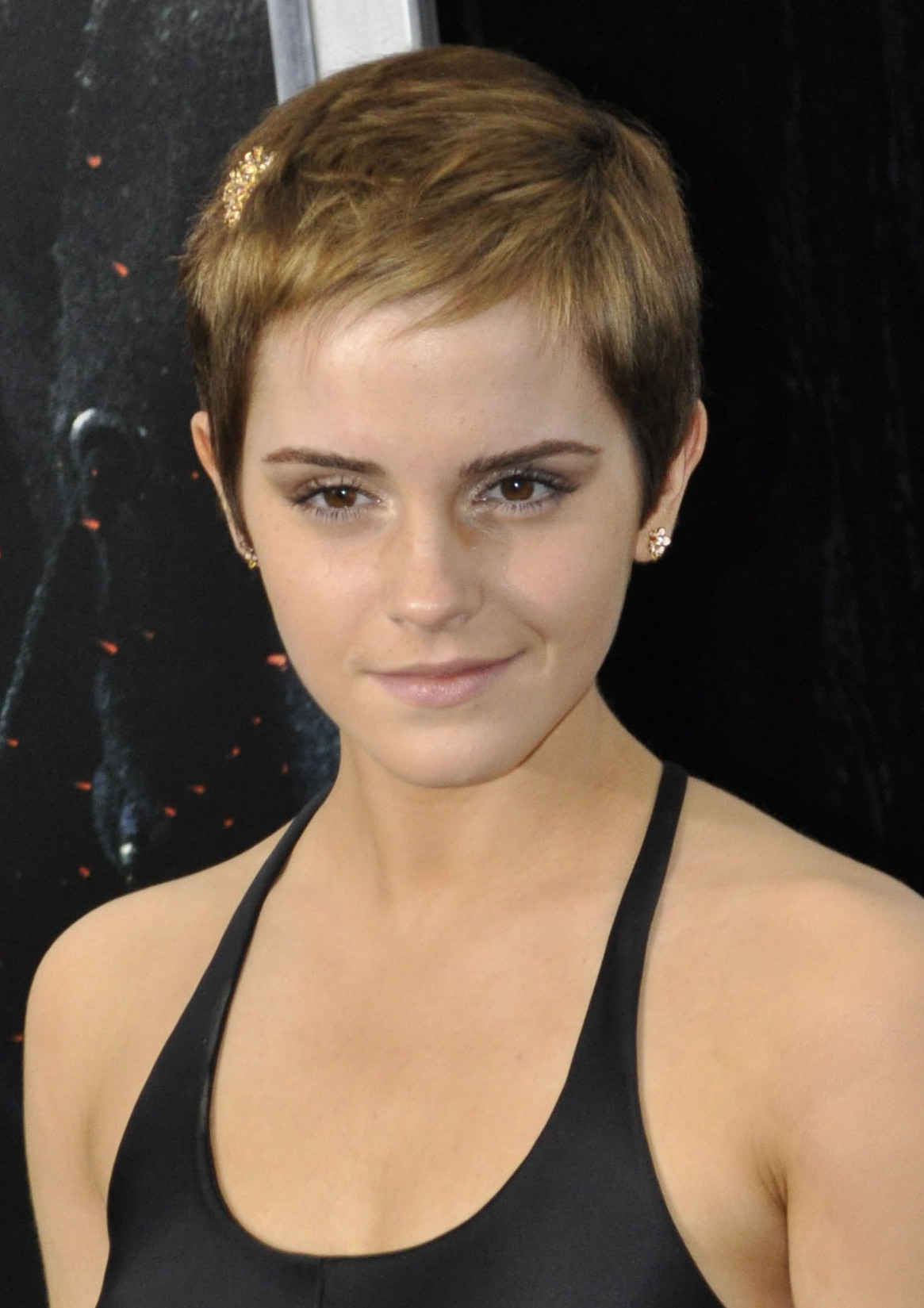
Emma Watson, actrice britannique
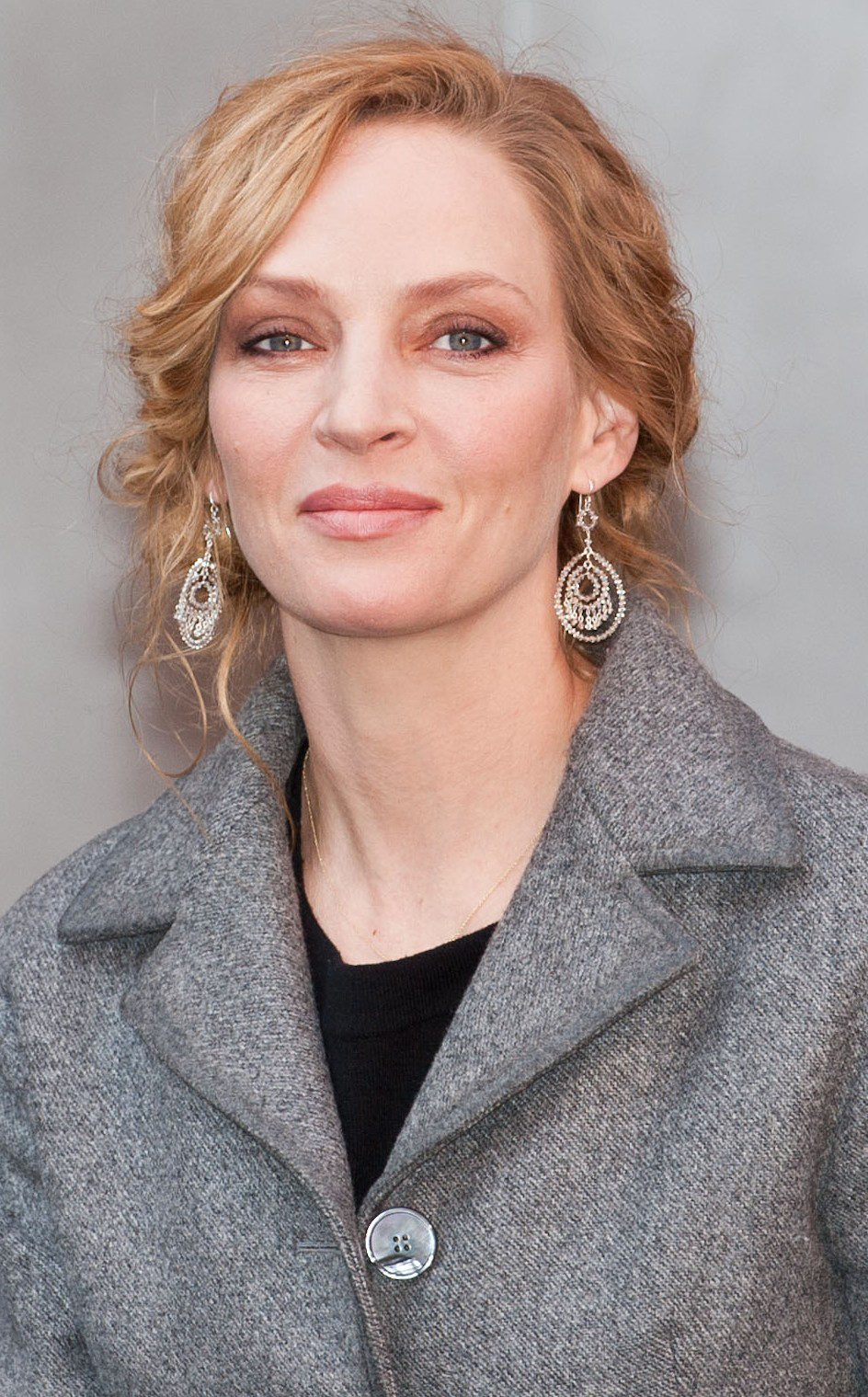
Uma Thurman, actrice, scénariste et productrice américaine.